# Liste der Universitäten in Guinea-Bissau
Die Liste der Universitäten in Guinea-Bissau umfasst alle Hochschulen in dem afrikanischen Staat Guinea-Bissau.

## Universitäten
- Universidade Amílcar Cabral
  - Faculdade de Direito Bissau
- Faculdade de Medicina „Raul Diaz Arguelles“ (Ausbildungsstellen u. a. in Bissau, Gábu, Bula)
- Universidade Colinas de Boé
- Universidade Lusófona (Außenstelle der gleichnamigen Universität in Portugal)
- Instituto Jean Piaget (Außenstelle des portugiesischen Instituto Jean Piaget)

## Forschungsinstitute
- Instituto Nacional de Estudos e Pesquisa (INEP)